# 图托亚
图托亚是巴西马拉尼昂州的一个市镇。总面积1489.376平方公里，总人口46510人，人口密度31.2人/平方公里。